# Lijst van oorlogsmonumenten in Cranendonck
De Nederlandse gemeente Cranendonck heeft tien oorlogsmonumenten. Hieronder een overzicht.
| Nr.  | Object                               | Herdachte groep                                                    | Ontwerper                | Onthulling        | Type            | Locatie                 | Plaats         | Coördinaten                   | Foto                 |
| ---- | ------------------------------------ | ------------------------------------------------------------------ | ------------------------ | ----------------- | --------------- | ----------------------- | -------------- | ----------------------------- | -------------------- |
| 1198 | Oorlogsmonument                      | geallieerde militairen                                             | Dhr. A. van Hal          | 8 november 1997   | overig          | Bergsestraat, 6028 RM   | Gastel         | 51° 16' 58" NB, 5° 33' 11" OL | Oorlogsmonument      |
| 1203 | Verzetsmonument                      | algemeen, geallieerde militairen                                   | Janus Compen             | 5 mei 1985        | plaquette       | Dorpsstraat, 6027 PD    | Soerendonk     | 51° 18' 7" NB, 5° 34' 26" OL  | Meer afbeeldingen    |
| 1204 | Verzetsmonument                      | verzet Nederland, overig                                           | Dhr. A. van Hal          | 5 mei 1985        | gedenksteen     | Stationsstraat, 6026 CR | Maarheeze      | 51° 18' 44" NB, 5° 36' 55" OL | Verzetsmonument      |
| 1205 | Pan-monument 1943                    | geallieerde militairen                                             | Projectteam monument Pan | 5 mei 2000        | gedenksteen     | Panweg 5, 6026 RJ       | Maarheeze      | 51° 19' 54" NB, 5° 39' 10" OL | Pan-monument 1943    |
| 1206 | Herdenkingskapel Budel               | militairen in dienst van het Ned. Kon. na 1945, burgerslachtoffers | Ir. Van Ham              |                   | kapel           | Willem de Zwijgerlaan   | Budel-Dorplein | 51° 16' 9" NB, 5° 34' 34" OL  | Meer afbeeldingen    |
| 1207 | Monument voor Antoon Meurkens        | burgerslachtoffers                                                 | W. Rooijakkers           | 20 september 1996 | Kruis           | Waterstraat, 5595 XT    | Soerendonk     | 51° 20' 18" NB, 5° 33' 20" OL |                      |
| 1208 | Monument voor de gebroeders Looymans | burgerslachtoffers                                                 | Sjang van Leeuwen        |                   | overig          | Loozerheide, 6024 AA    | Budel-Dorplein | 51° 14' 44" NB, 5° 38' 12" OL | Meer afbeeldingen    |
| 1209 | Grafmonument op het Kerkplein        | burgerslachtoffers                                                 | Cor van Geleuken         | 4 mei 1949        | beeld/sculptuur | Kerkplein, 6024 BH      | Budel-Dorplein | 51° 14' 17" NB, 5° 35' 20" OL | Meer afbeeldingen    |
| 2607 | Herdenkingsbomen                     | verzet Nederland                                                   |                          |                   | boom            | Theo Stevenslaan, 6024  | Budel-Dorplein | 51° 13' 59" NB, 5° 35' 19" OL |                      |
| 2812 | Oorlogsmonument                      | verzet Nederland                                                   |                          |                   | beeld/sculptuur | Kerkplein, 6024 BH      | Budel-Dorplein | 51° 14' 12" NB, 5° 35' 17" OL | Meer afbeeldingen    |
| 4003 | Budel, crashmonument                 | geallieerde militairen                                             | Wim Ogier en René Vos    | 5 mei 2017        | beeld/sculptuur | Asbroekweg/Toom, 6021RT | Budel          |                               | Budel, crashmonument |

Alphen-Chaam ·
Altena ·
Asten ·
Baarle-Nassau ·
Bergeijk ·
Bergen op Zoom ·
Bernheze ·
Best ·
Bladel ·
Boekel ·
Boxtel ·
Breda ·
Cranendonck ·
Deurne ·
Dongen ·
Drimmelen ·
Eersel ·
Eindhoven ·
Etten-Leur ·
Geertruidenberg ·
Geldrop-Mierlo ·
Gemert-Bakel ·
Gilze en Rijen ·
Goirle ·
Halderberge ·
Heeze-Leende ·
Helmond ·
's-Hertogenbosch ·
Heusden ·
Hilvarenbeek ·
Laarbeek ·
Land van Cuijk ·
Loon op Zand ·
Maashorst ·
Meierijstad ·
Moerdijk ·
Nuenen, Gerwen en Nederwetten ·
Oirschot ·
Oisterwijk ·
Oosterhout ·
Oss ·
Reusel-De Mierden ·
Roosendaal ·
Rucphen ·
Sint-Michielsgestel ·
Someren ·
Son en Breugel ·
Steenbergen ·
Tilburg ·
Valkenswaard ·
Veldhoven ·
Vught ·
Waalre ·
Waalwijk ·
Woensdrecht ·
Zundert